# Фок, Яков Александрович
Я́ков Алекса́ндрович Фок (17 (29) декабря 1864, Вятка — 27 марта (9 апреля) 1916) — русский военный деятель, генерал-лейтенант генерального штаба, участник Первой мировой войны.

## Биография
Родился в семье Александра Антоновича Фока (1815—1874) и Татьяны Петровны Ларионовой (1826—1893), имел двух сестёр и четырёх братьев — Марию Александровну Фок, Елизавету Александровну Фок, Петра Александровича Фока (1854—1886), Александра Александровича Фока (1858—1919), Николая Александровича Фока (1859-?), Владимира Александровича Фока (1866-?).
В 1875—1885 годах учился в Константиновском межевом институте. В 1886 году поступил на службу. В 1886—1888 годах учился в Николаевском инженерном училище. После этого поступил подпоручиком в 12-й саперный батальон. В 1890 году был произведён в поручики. В 1891—1894 учился в Николаевской академии Генерального штаба. После этого был произведён в штабс-капитаны.
В 1894 году поступил вольноопределяющимся в 1-ю Гренадерскую артиллерийскую бригаду.
В 1895—1898 годах был старшим адъютантом штаба 11-й кавалерийской дивизии. В 1896 году был произведён в капитаны и назначен помощником адъютанта штаба Киевского военного округа. В январе-июле 1898 года был старшим адъютантом штаба 21-го армейского корпуса. В 1898—1900 годах был помощником старшего адъютанта штаба Киевского военного округа. В 1899—1900 годах отбывал цензовое командование ротой 130-м пехотном Херсонском полку. В 1900—1901 годах был штаб-офицером для поручений при штабе Киевского военного округа. В 1900 году был произведён в подполковники. В 1901—1904 годах был старшим адъютантом штаба Киевского военного округа.
В 1904—1914 годах был начальником Чугуевского военного училища. В 1904 году был произведён в полковники, в 1910 году — в генерал-майоры. В начале 1914 года был командиром 1-й бригады 15-й пехотной дивизии. В конце 1914 — начале 1916 годов командовал 3-й стрелковой бригадой (с 1915 года — дивизией).
9 апреля 1916 года умер от ран. 19 мая того же года посмертно произведен в генерал-лейтенанты.

### Семья
- Жена — Юлия Александровна Фок (при рождении Бострём). Дочь купца.
  - Сын — Александр Яковлевич Фок (1895—1964). Участник первой мировой войны, гражданской войны, капитан. Эмигрировал во Францию, жил в Марселе, затем в Ницце. Жена сына — Вера Петровна Гроссул-Толстая.
  - Сын — Владимир Яковлевич Фок (1897—1917). Мичман.

## Награды
- 1897 — орден Святого Станислава III степени.
- 1902 — орден Святой Анны III степени.
- 22 сентября 1910 — орден Святого Владимира IV степени.
- 24 октября 1914 — Георгиевское оружие.
- 2 декабря 1914 — орден Святого Станислава I степени с мечами.
- 2 декабря 1914 — орден Святой Анны I степени с мечами.
- 2 декабря 1914 — орден Святого Владимира III степени с мечами.